# Farkas Attila (művészettörténész)
Farkas Attila (Budapest, 1929. február 28. – 2022. március 28.) római katolikus pap, művészettörténész, bölcsészettudományi doktor.

## Életútja, munkássága
Anyja neve Hepp Ilona, apja Farkas Sándor. Középiskoláját Budapesten, a Kölcsey Ferenc Gimnáziumban, teológiai tanulmányait az Esztergomi Hittudományi Főiskolán végezte. Esztergomban szentelték pappá 1952. június 7-én. 1981-ben az ELTE Bölcsészettudományi Karán művészettörténészi oklevelet, majd 1989-ben bölcsészettudományi doktori címet szerzett.
1952-ben káplán Esztergom-Szentgyörgymezőn és kisegítő lelkész Tokodaltárón, 1953-ban karkáplán Esztergom-Vár főplébánián, és még ebben az évben káplán Ásványrárón. 1955 első felében káplán Kemencén, majd ugyanezen évben központi szolgálatot teljesít Esztergomban. 1956-ban káplán Tokodon, ezt követően 1957-1970 között az Esztergom-Víziváros Plébánián teljesít lelkészi szolgálatot. 1970. március 26-tól kisegítő lelkész a Budapest-Belvárosi Nagyboldogasszony főplébánián. 1970. szeptember 18-tól, nyugállományba helyezéséig, 2011. július 31-ig, a Budapesti Szent István Bazilikában teljesített kisegítő lelkészi szolgálatot. A nyugállományba helyezését követően, jelenleg is aktív lelkipásztori szolgálatot lát el a Budapesti Szent István Bazilikában. Rendszeresen szervezett és vezetett zarándokutakat.
Lelkipásztori szolgálatával párhuzamosan 1957-1970 között, az Esztergomi Keresztény Múzeum egyházi referense. 1974-1976 közötti időben az Esztergomi Keresztény Múzeum helyettes igazgatója. 1965-től tagja az Országos Liturgikus Tanácsnak. 1967-től az Országos Egyházművészeti és Műemléki Tanács titkárságának tagja, 1982-től annak titkára. 1969-től az Országos Katolikus Gyűjteményi Központ múzeumi szakelőadója, majd 1993-tól 2006 évi felmentéséig annak intézményvezetője. 1991 óta az Országos Múzeumi Tanácsnak is tagja. 2000-től 2007-ig a Pázmány Péter Katolikus Egyetem Hittudományi Karának Főiskolai Levelező Tagozatán megbízott tanárként művészettörténetet tanít, esetenként pedig a Magyar Képzőművészeti Egyetem restaurátori osztályán óraadó tanár.
A Keresztény Múzeum referenseként kapcsolatot tartott az állami és városi múzeumok vezetőségével, és a Keresztény Múzeumhoz delegált muzeológusokkal közösen végezte a műtárgyak leltározását. Részt vett a kiállítás és a raktározás korszerűsítésében és előkészítette a gyűjtemény együttes belső terének modernizálását. Az Országos Katolikus Gyűjteményi Központ vezetőjeként, felügyeletet gyakorolt az egyházi muzeális gyűjtemények, könyvtárak és levéltárak felett. Megszervezte, és folyamatosan végeztette az egyházi tulajdonban lévő műtárgyak nyilvántartását.
Az Országos Katolikus Egyházművészeti és Műemléki Tanács titkáraként évenként két alkalommal ankétok keretében továbbképzéseket szervezett. A Tanács feladatainak megfelelően konzultációkon, tervbírálatokon vesz részt (többek között: Budapest – Farkasrét – Mindenszentek – temploma, Budapest – Magyar Szentek – Temploma, Soroksár – Újtelepen – a Fatimai Szent Szűz – temploma, a Vatikán – Magyarok Nagyasszonya – kápolnája, Krakkóban – az Isteni Irgalmasság – bazilika Magyar – kápolnája stb.).
A Budapesti Szent István Bazilikában a lelkipásztori teendők ellátása mellett, jelentős szerepe volt a Bazilika megújulásában és felújításában (1971-1983-2003), így: a Szent Jobb kultuszhelyének (Szent Jobb Kápolna) kialakításában (Gerő László), és ezzel kapcsolatban a magyar szenteket ábrázoló üvegablakok (Pituk József Viktórián művei) létrejöttében. Ő rendezte a Szent István – bazilika Kincstárának első bemutató kiállítását is (1988).
Nevéhez fűződik a Bazilika oldalkápolnái új üvegablakainak (Róth Miksa-Polyák János) az eredeti ikonográfiai programba való beillesztése, és a kereszthajó félköríves új üvegablakai jelképrendszerének megfogalmazása (Szent Korona, és Vatikán állam címere), továbbá a Bazilika előtti tér díszkútjai felállításának, valamint a neokozmata díszburkolat kialakításának ötlete, amelyet Török Péter kert- és tájépítész valósított meg.
Az Egyházi Gyűjtemények képviseletében részt vett a „A magyar művészet ezer éve” című Leningrádban (Szentpétervár) megrendezett kiállítás megnyitásán (1971), Kölnben a Schnüttgen Gyűjtemény Kiállításán (1975), Monschau-Höfenben a több magyar betlehmet is bemutató biennálén (1984), kurátorként ellenőrizte az USA-ban megrendezett (Santa Barbara, Huston) „Gold and Silver” vándorkiállítás hazai műtárgyait (1987). Delegáltként vett részt a Vatikáni – Magyarok Nagyasszonya – kápolnájának felszentelésén (II János Pál pápa 1980 október 8.), valamint a „Magyar Kereszténység Ezer Éve” című vatikáni kiállítás megnyitóján (2001).
Egyházi szakértője volt a Koltay Gábor rendezte magyar történelmi filmeknek.
Cikkei jelentek meg a Műemlékvédelem, a Művészettörténeti Értesítő, a Vigilia, az Új Ember hasábjain. 1971–1991 között a Magyar Rádió Katolikus félórájának egyik szerkesztője volt.

## Elismerései, díjai

### Egyházi kitüntetései
- Főegyházmegyei tanácsosi cím (1966)
- Érseki tanácsosi cím (1976)

### Állami kitüntetései
- Magyar Műemlékvédelemért (1990)
- Móra Ferenc-díj (1994) [3]
- A Magyar Köztársasági Érdemrend kiskeresztje (1999)
- Széchényi Ferenc-díj (2004)
- V. kerület Belváros-Lipótváros Önkormányzatának Érdemkeresztje (2003)
- Pilinszky Emlékérme (2013)
- A Magyar Érdemrend tisztikeresztje (2014)

## Művei
- Budapest Szent István-bazilika (TKMK 626. németül és angolul is) Budapest 1990, 1999
- Szent István-bazilika: Szent Jobb Kápolna és Kincstár. (TKMK 384.) Budapest 1990, 1999
- A budapesti Szent István bazilika (DVD kiadvány szövege, 2012)

### Tanulmányok
- A római Szent Péter-bazilika Magyarok Nagyasszonya-kápolnája. In Magyar Katolikus Almanach II. 1988. 463-465. o.
- Festészet. In MKA 1988. 466-471. o.
- Szobrászat. In MKA 1988. 472-478. o.
- Ötvösség. In MKA 1988. 479. o.
- Egyéb iparművészeti műfajok. In MKA1988. 483. o.
- Múzeumi Szakterület. In MKA 497. o.
- Országos Katolikus Gyűjteményi Központ. In MKA 1988. 497. o.
- Könyvtári Szakterület. In MKA 1988. 499. o.
- Egyházi Gyűjtemények kiállítása. In MKA 1988. 505-508. o.

### Kézirat
- 17-18. századi úrmutatók, kelyhek és cibóriumok az Esztergomi Főegyházmegye plébániáin. Szakdolgozat, 1981
- A budapesti Szent István – bazilika képző– és iparművészeti kialakítása. Disszertáció. Budapest, 1989
- Művészettörténeti vázlatok (A középkori magyar múlt emlékei – A templom művészete); A Pázmány Péter Katolikus Egyetem, Hittudományi Kara Levelező Tagozatának jegyzete (2001)

## Médiamegjelenések
- Krisztus követségében járunk. (Korona Film 2004., Koltay Gábor)
- Városmesék – Gyémántút. (City Tv, 2012., Wohlmuth Klaudia)
- Ünnepi interjú Farkas Attilával. (Hír Tv, 2012. december 24., Kovács Andrea)
- Kettesben I-IV. – Beszélgetések a gyémántmisés Farkas Attilával. (Lánchíd Rádió, 2013.,  Szerdahelyi Csongor)